# 완전군
군론에서 완전군(完全群, 영어: perfect group)은 모든 비자명 몫군이 비아벨군인 군이다.

## 정의
군 {\displaystyle G}가 서로 동치인 다음 조건들을 만족시키면, 완전군이라고 한다.
- 스스로의 교환자 부분군과 같다. 즉, {\displaystyle [G,G]=G}
- 아벨화가 자명하다. 즉, {\displaystyle G^{\text{ab}}=\{1\}}. 즉, 1차 군 코호몰로지가 자명하다. {\displaystyle H^{1}(G,\mathbb {Z} )=0}.
- 모든 정규 부분군에 대한 몫군이 아벨 군이 아니거나 아니면 자명군이다.

## 예
자명군은 자명하게 완전군이다. 자명군이 아닌 가장 작은 완전군은 5차 교대군 {\displaystyle A_{5}}이다. 일반적으로, 모든 비아벨 단순군은 완전군이다. 그러나 그 역은 성립하지 않는다. 예를 들어, 5차 유한체에 대한 2×2 특수선형군 {\displaystyle \operatorname {SL} (2;\mathbb {F} _{5})}는 단순하지 않은 완전군이다 (이 군은 자명하지 않은 중심을 갖는다).

## 성질
그륀 보조정리(영어: Grün’s lemma)에 따르면, 완전군의 스스로의 중심에 대한 몫군의 중심은 자명군이다.

## 참고 문헌
1. ↑  Grün, Otto (1935). “Beiträge zur Gruppentheorie. I.”. 《Journal für Reine und Angewandte Mathematik》 (독일어) 174: 1–14. ISSN 0075-4102. Zbl 0012.34102.